# دومینیک بلان
دومینیک بلان (فرانسوی: Dominique Blanc‎؛ زادهٔ ۲۵ آوریل ۱۹۵۶) هنرپیشه اهل کشور فرانسه است. وی تاکنون چهار بار برنده جایزه سزار شده‌است. از فیلم‌هایی که وی در آنها نقش داشته‌است می‌توان به کسوف کامل، هند و چین و داستان زنان اشاره کرد.